# Хореджский сельсовет
Хореджский сельсовет  — административно-территориальная единица и муниципальное образование со статусом сельского поселения в Хивском районе Дагестана Российской Федерации.
Административный центр — село Хоредж.

## Население
| 2002  | 2010  | 2012  | 2013  | 2014  | 2015  | 2016  |
| ----- | ----- | ----- | ----- | ----- | ----- | ----- |
| 1300  | ↗1681 | ↘1616 | ↘1593 | ↘1591 | ↗1595 | ↘1578 |
| 2017  | 2018  | 2019  | 2020  | 2021  | 2023  | 2024  |
| ↘1570 | ↗1573 | ↗1587 | ↘1552 | ↘1107 | ↘1094 | ↘1064 |

## Состав
| № | Населённый пункт | Тип населённого пункта       | Население |
| - | ---------------- | ---------------------------- | --------- |
| 1 | Лака             | село                         | ↘366      |
| 2 | Хоредж           | село, административный центр | ↘741      |